# Duppigheim
Duppigheim é uma comuna francesa na região administrativa de Grande Leste, no departamento Baixo Reno. Estende-se por uma área de 7,38 km². Em 2010 a comuna tinha 1 626 habitantes (densidade: 220,3 hab./km²).